# Christian I al Danemarcei
Christian I (n. februarie 1426, Oldenburg, Germania – d. 21 mai 1481, Copenhagen Castle⁠(d), amtul Copenhaga⁠(d), Danemarca) a fost monarh danez, rege al Danemarcei (1448–1481), Norvegiei (1450–1481) și al Suediei (1457–1464), în cadrul Uniunii Kalmar. În Suedia, domnia sa scurtă a fost precedată de regenții Jöns Bengtsson Oxenstierna și Erik Axelsson Tott și succedată de regentul Kettil Karlsson Vasa.
În 1459 a moștenit de la mama sa ducatul de Schleswig și comitatul de Holstein. 
Christian I face parte din arborele genealogic al lui Filip, Duce de Edinburgh. 

## Primii ani
S-a născut în februarie 1426 la Oldenburg. Tatăl său era contele Dietrich de Oldenburg (decedat în 1440) pe care l-a succedat în poziția de conte de Oldenburg și Delmenhorst. Mama lui, a doua soție a tatălui, Hedwig de Schleswig și Holstein, a murit în 1436. Christian a avut doi frați, contele Moritz al V-lea de Delmenhorst (1428–1464) și contele Gerhard al VI-lea de Oldenburg și Delmenhorst (1430–1500) și o soră, Adelheid.
Christian s-a căsătorit cu Dorothea de Brandenburg (1430 –  25 noiembrie 1495), văduva regelui predecesor Christopher (de Bavaria) la 28 octombrie 1449 la Copenhaga.
Regele Christopher al Danemarcei, Suediei și Norvegiei a murit în ianuarie 1448. Moartea lui a dus la destrămarea uniunii celor trei regate; Danemarca și Suedia au mers pe căi separate. La 1 septembrie 1448, contele Christian de Oldenburg a fost ales la tronul vacant danez, ca regele Christian I. El a fost descendent al regelui Eric al V-lea al Danemarcei, prin cea de-a doua fiică, Richeza. Inițial, tronul a fost oferit de Statsraad celui mai proeminent lord danez, ducele Adolf al VIII-lea de Schleswig-Holstein, dar (fiind destul de bătrân și fără copii), el a refuzat și l-a recomandat pe nepotul său.

## Regele Suediei și Norvegiei
Între timp, Suedia l-a ales pe 20 iunie 1448 pe Carol Knutsson ca rege. Norvegia s-a confruntat cu o alegere între o uniune cu Suedia sau Danemarca, sau alegerea unui rege separat. A doua opțiune a fost eliminată rapid, izbucnind o luptă pentru putere între susținătorii lui Cristian al Danemarcei și ai lui Carol al Suediei. Consiliul Norvegian de la Realm a fost împărțit. În februarie 1449, o parte a Consiliului s-a declarat în favoarea lui Carol ca rege, dar la 15 iunie în același an, un alt grup de consilieri a adus un omagiu lui Cristian. Pe 20 noiembrie, Carol a fost încoronat ca rege al Norvegiei în Trondheim. Cu toate acestea, nobilimea suedeză a luat măsuri pentru a evita un război cu Danemarca. În iunie 1450, Consiliul suedez l-a forțat pe Carol să renunțe la cererea sa în Norvegia pentru regele Cristian. Problema succesiunii norvegiene a fost decisă între Danemarca și Suedia, precum și de Consiliul norvegian rămas cu un singur candidat pentru tron. În vara anului 1450, Cristian a navigat în Norvegia cu o flotă mare și la 2 august a fost încoronat regele Norvegiei în Trondheim. La 29 august, a fost semnat un tratat de uniune între Danemarca și Norvegia în Bergen. 
Norvegia avusese mereu o monarhie ereditară veche, însă acest lucru devenea din ce în ce mai puțin o realitate, de vreme ce la ultimele succesiuni regale, cererile ereditare au fost ocolite din motive politice. Acum fusese declarat în mod explicit ca atât în Norvegia, cât și în Danemarca, să existe monarhie electivă. Tratatul prevedea ca Danemarca și Norvegia să aibă același rege și să fie ales dintre fiii legitimi ai regelui anterior, în cazul în care acesta avusese.
Carol a devenit tot mai nepopular în calitatea sa de rege al Suediei și a fost exilat în 1457. Cristian își atinsese scopul de a fi ales rege al Suediei, restabilind Uniune de la Kalmar. El a primit puterea suedeză temporar de la Arhiepiscopul  Jöns Bengtsson Oxenstierna și de la Eric Axelsson Tott. Cu toate acestea, Suedia fiind volatilă și împărțită pe fracțiuni, domnia sa a luat sfârșit în 1464, când episcopul Kettil Karlsson Vasa a fost instalat ca regent. Carol a fost rechemat ca rege al Suediei, deși avea să fie exilat pentru a doua oară și rechemat din nou, murind în timpul celui de-al treilea mandat ca rege. Încercarea finală a lui Cristian de a recâștiga Suedia s-a încheiat cu un eșec militar la Brunkeberg, în octombrie 1471, unde a fost învins de regentul suedez Sten Sture cel Bătrân, care a fost susținut de clanul nobil danezo-suedez Thott. Cristian și-a menținut cererile ca regent suedez până la moartea sa în 1481.

## Ultimii ani
Teritoriul personal al lui Cristian a fost cel mai mare între 1460 - 1464, înainte de pierderea Suediei. Cu toate acestea, multe părți ale regatului său erau guvernate la nivel local și eu existat lupte constante. Danemarca a fost cel mai important centru de putere al său. În 1474, Cristian s-a căsătorit de două ori. În aprilie, el a plecat la Milano și în Roma unde l-a întâlnit pe Papa Sixtus al IV-lea. În acel timp, soția sa a primit de la Papa autorizația de a întemeia o universitate la Copenhaga, care a fost creată în 1478 sau 1479. 
Regele Cristian a murit la Copenhaga pe 21 mai 1481, la vârsta de 55 de ani. Este îngropat la Catedrala Roskilde.
Dinastia fondată de el, Casa de Oldenburg, a rămas pe tronul Danemarcei și pe tronul Norvegiei până în 1814 și din nou până în 1905.

## Copii
Dorotea și Cristian au avut împreună cinci copii:
- Olaf (29 septembrie 1450 - 1451)
- Knud (1451 - 1455)
- Hans (1455 - 1513), regele Danemarcei, Norvegiei și Suediei și Duce de Schleswig și Holstein
- Margareta a Danemarcei (1456 - 1486), s-a căsătorit la vârsta de 13 ani cu regele Iacob al III-lea al Scoției
- Frederick (1471 - 1533), Duce de Schleswig și Holstein și mai târziu Regele Danemarcei și Norvegiei